# 説明責任
説明責任（せつめいせきにん）、または答責性（とうせきせい）並びにアカウンタビリティー（英語: accountability）とは、政府・企業・団体・政治家・官僚などの、社会に影響力を及ぼす組織で権限を行使する者が、株主や従業者（従業員）や国民といった直接的関係者だけでなく、消費者、取引業者、銀行、地域住民など、間接的関係を持つ全ての人・組織（利害関係者/ステークホルダー）にその活動や権限行使の予定、内容、結果等の報告をする必要があるとする考えをいう。本来の英語のアカウンタビリティの意味としては統治と倫理に関連し「説明をする責任と、倫理的な非難を受けうる、その内容に対する（法的な）責任、そして報告があることへの期待」を含む意味である。

## 由来
元来はアメリカにおいて1960年代に政府のような公共機関による税金の出資者である国民への会計上の公金の使用説明について生まれた考え方である。後に公共機関だけでなく、株式会社が出資者で株式所有者である株主に対し資産の使途について説明するように拡大された。さらに、次のとおりに拡大されている。
1. 説明が求められる主体が、広く社会に影響をもちうる活動を行う団体に拡大された。
2. 説明する内容が、金銭の使途に限られず、活動の予定、権限行使の合理的理由などに拡大された。
3. 説明が求められる対象も、広く利害関係者（ステークホルダー）まで拡大された。

その結果、現在の日本では定義のように理解されている。説明責任は、パブリック・リレーションズの一要件でもある。井之上喬によると、パブリック・リレーションズ  (PR) は、「倫理観」に支えられた「双方向コミュニケーション」と「自己修正」をベースとしたリレーションズ（関係構築）活動であり、「説明責任」という要件が欠落すると、PR は本来の機能を果たさない。なぜならば、相手の理解と納得を得られなければ双方向性のコミュニケーションは成立しないであろうし、倫理観に欠けた行為からは、相手の理解と納得を到底得ることはできない。説明責任を果たしていくためにはパブリック・リレーションズというフィルターをクリアしなければならないとしている。
日本においてこの言葉の普及に貢献した者の一人として、カレル・ヴァン・ウォルフレンが居る。ウォルフレンは1980年代末から1990年代に刊行された『日本 権力構造の謎』をはじめとする日本社会への一連の警書にて、タブーを量産し談合におもねる社会体質を批判する際、この言葉を多用した。

## リーダーシップにおけるアカウンタビリティ
リーダーシップの役割の中におけるアカウンタビリティとは、
行動、製品、意思決定、政策に対する責任を理解し、それを引き受けることである。
自分が問題の 当事者であるという意識を持ち、求める成果を達成するために、
主体的に責任を持って行動することを指す。すなわち、目標達成にむけて、
問題に当事者として 取り組み、解決策を見出し、
それを実行しようとする意識を持つことをアカウンタビリティと呼ぶ。

## 医療・福祉におけるアカウンタビリティ
医療・福祉における説明責任とは、 患者やサービス利用者に対する必要な情報の開示、十分な説明はもちろんのこと 受け手がそれを理解・納得した上で内容に合意または拒否する自主性までを含む。 
医療の場面ではインフォームド・コンセント と呼ばれることが多い。
1990年代後半から社会福祉基礎構造改革のもと、福祉サービスが事業者による措置から利用者の自己決定によって契約を結ぶ形式に転換した。 
これにより、福祉サービス事業者は利用者から選択される立場へと変化し、 行政に対する自らの行動の報告、利用者に対する説明応対など、双方でのアカウンタビリティが不可欠となった。 
医療現場においても、医療従事者等が患者に対し治療や臨床試験・治験の内容について説明をする義務があるが、単に説明責任を果たすのみならず、説明を受けた患者側が十分に理解した上で合意するか否かを決定する権利までを重要視する。

## 説明義務
弁護士、税理士、医師などの専門家が業務を受任するにあたって、その内容について顧客等に十分に説明する責任（説明義務）も、日本においても2000年前後以降から重要性を増しており、これに違反した（説明義務違反）として損害賠償の支払いを命じる判例が急増している。

## 問題点
政治における説明責任はしばしば政争の具として使われ、マスコミがその定義を曖昧とすることで、説明を求められた側がどこまで説明すれば良いのか基準が無いとの批判がある。